# Urera corallina
Urera corallina är en nässelväxtart som beskrevs av Hugh Algernon Weddell. Urera corallina ingår i släktet Urera och familjen nässelväxter. Inga underarter finns listade i Catalogue of Life.